# Serguéi Kliachin
Serguéi Nikoláyevich Kliachin –en ruso, Сергей Николаевич Клячин– (Chaikovski, 20 de noviembre de 1986) es un deportista ruso que compite en biatlón. Ganó dos medallas de bronce en el Campeonato Europeo de Biatlón de 2012.

## Palmarés internacional
| Campeonato Europeo | Campeonato Europeo   | Campeonato Europeo | Campeonato Europeo |
| Año                | Lugar                | Medalla            | Prueba             |
| ------------------ | -------------------- | ------------------ | ------------------ |
| 2012               | Osrblie (Eslovaquia) | Medalla de bronce  | Velocidad          |
| 2012               | Osrblie (Eslovaquia) | Medalla de bronce  | Relevos            |